# Béatrix Beck
Béatrix Beck (Villars-sur-Ollon, 30 luglio 1914 – Saint-Clair-sur-Epte, 30 novembre 2008) è stata una scrittrice belga naturalizzata francese.

## Biografia
Nata in Svizzera, a Villars nel cantone di Vaud, era figlia del poeta e scrittore Christian Beck (di origini lettone e italiana) e di madre irlandese. 

Era nata da pochi giorni quando la sua famiglia si trasferì in Francia a causa della guerra dove conseguì un titolo di studio in diritto. Militò nelle file del partito comunista, dove conobbe lo studente Naum Szapiro, ebreo apolide, e lo sposò nel 1936. Dopo un mese dal loro matrimonio, la madre della Beck si tolse la vita. 
Il 25 dicembre dello stesso anno, la coppia ebbe una figlia, Bernadette, che sarebbe poi diventata scrittrice e pittrice, a sua volta madre della scrittrice Béatrice Szapiro nata dalla sua relazione con Jean-Edern Hallier.
Nel settembre 1939, suo marito si arruolò nelle forze armate francesi e morì in guerra nel 1940. Vedova, orfana e madre di una bimba, Béatrix si adattò a piccoli lavori per guadagnarsi la vita, compreso quello di operaia, donna di servizio, stenodattilografa e modella per una scuola di disegno.
Nel 1948 pubblicò il suo primo romanzo, Barny. In seguito alla pubblicazione, nel 1950 André Gide la assunse come segretaria, avendone egli conosciuto il padre e pubblicato le opere. Gide la spronò a parlare della sua vita, così Béatrix continuò la sua attività di scrittrice.
Il suo romanzo Léon Morin, vinse il Premio Goncourt nel 1952. Dal libro fu tratto l'omonimo film di Jean-Pierre Melville, che fu affascinato dal contesto e dai personaggi del libro, e scelse come protagonista Jean-Paul Belmondo.
Nel 1955, dopo lunghe pratiche con l'amministrazione, fu naturalizzata francese.
Nel 1966 partì per gli Stati Uniti, dove insegnò nelle Università di Berkeley in California, e in Virginia. Insegnò anche nel Québec e nell'Ontario. Al suo ritorno in Francia, nel 1977, riprese la pubblicazione di romanzi.
Nel 2000 dedicò il suo ultimo lavoro, La Petite Italie, alla figlia Bernadette Szapiro, deceduta nel 1999.
Affetta dal morbo di Parkinson, si ritirò in una casa di riposo a Saint-Clair-sur-Epte, dove si spense il 30 novembre 2008.

## Opere
- Barny (Gallimard, 1948)
- Une mort irrégulière (Gallimard, 1950)
- Léon Morin, prêtre, Éditions Gallimard, 1952
  - Léon Morin, prete, trad. di Lalla Romano, Einaudi, 1954
- Contes à l'enfant né coiffé (raccolta di racconti), Gallimard, 1953
- Des accommodements avec le ciel, Gallimard, 1954
- Le Muet, 1963
- Cou coupé court toujours – riedito nel 2011, illustrazioni di Mélanie Delattre-Vogt Éditions du Chemin de fer, 1967
- Mots couverts (poèmes-Verviers) Éditions du Chemin de fer, 1975
- L'Épouvante l'émerveillement - riedito nel 2010, Éditions du Chemin de fer (riedito nel 2010)
- Noli, Éditions du Chemin de fer, 1977 (riedito nel 2017)
- La Décharge, Prix du Livre Inter, Le Sagittaire, 1979
- Devancer la nuit, 1980
- Josée dite Nancy, seguito da La Mer intérieure, 1981
- La Grenouille d'encrier, 1983
- Don Juan des forêts, 1983
- L'Enfant Chat, Premio letterario Trente millions d'amis, 1984
- La Prunelle des yeux, 1986
- Stella Corfou, illustrazioni di Florence Reymond, Éditions du Chemin de fer, 1988 (riedito nel 2016)
- Une, 1989
- Grâce, 1990
- Recensement, 1991
- Une lilliputienne, 1993
- Vulgaires Vies, 1994
- Moi ou autres, 1994
- Prénoms, 1996
- L'Île dans une bassine d'eau, 1996
- Plus loin, mais où, 1997
- Confidences de gargouille, 1988
- La Petite Italie, 2000
- Guidée par le songe, 2001
- Gide, Sartre et quelques autres, Éditions du Chemin de fer, 2012
- Entre le marteau et l'écume, Éditions du Chemin de fer, 2013
- La Double Réfraction du spath d'Islande, Éditions du Chemin de fer, 2014
- L'Enfant qui cherchait la petite bête (racconti inediti), Éditions du Chemin de fer, 2015
- Bribes, Éditions du Chemin de fer, 2016

## Premi letterari
- 1952 - Prix Goncourt per Léon Morin, prêtre[10];
- 1989 - Prix littéraire de la Fondation Prince-Pierre-de-Monaco per l'insieme delle sue opere[11];
- 1991 - Grand Prix national des lettres[12];
- 1997 - Grand Prix de littérature de l'Académie française per l'insieme delle sue opere[13];
- 1997 - Grand prix littéraire de France-Wallonie-Bruxelles;
- Inoltre: Prix Fénéon, Prix du Livre Inter e Grand prix de littérature de la SGDL (Société des Gens des Lettres).

## Filmografia

### Cinema
- Léon Morin, prete (Léon Morin, prêtre), regia di Jean-Pierre Melville (1961) - dall'omonimo romanzo
- La confession, regia di Nicolas Boukhrief (2016) - dal romanzo Léon Morin

### Televisione
- La déesse d'or - serie TV, 13 episodi (1961)
- La grande collection - serie TV, episodio 1 (1991)